# Густаф Віллем ван Імгофф

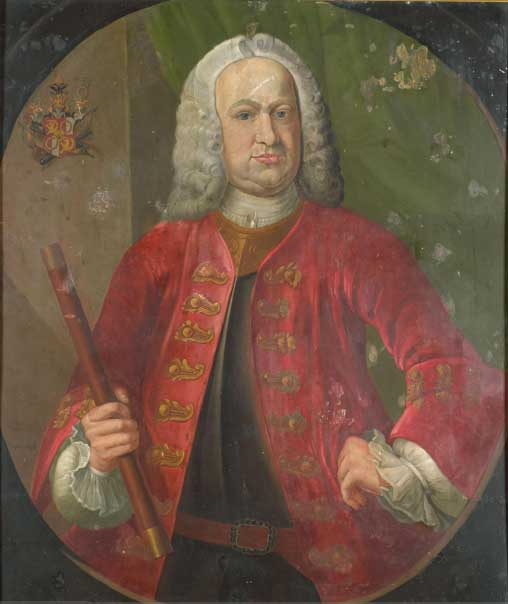
Густаф Віллем ван Імгофф

Густаф Віллем ван Імгофф (нід. Gustaaf Willem van Imhoff; 8 серпня 1705 — 1 листопада 1750) — двадцять сьомий генерал-губернатор Голландської Ост-Індії.

## Біографія
Густаф Віллем ван Імгофф народився в місті Лер в Східній Фризії, недалеко від кордону з Нідерландами. Його батько, Вільхельм Хінріх Фрайхер фон Імгофф походи зі шляхетського роду Імгоффів, а його мати була дочкою Якоба Бореля, мера Амстердаму.
В 1725 році ван Імгофф вступив на службу до Голландської Ост-Індійської компанії (VOC) і переїхав до Батавії. Він швидко просувався по кар'єрній драбині і 23 липня 1736 року став губернатором Голландського Цейлону (нині Шрі-Ланка).
На посаді губернатора Цейлону ван Імгофф поклав кінець заворушенням, що поширились там за попередньої адміністрації. Він налагодив конструктивні стосунки з Вірою Нарендрою Сінгхом, королем Канді. За його керівництва на Цейлоні була відкрита перша друкарська майстерня і вперше з'явилися друковані тексти сингальською мовою, в тому числі християнський молитовник і символ віри. Пізніше там буде надрукована і граматика сингальської мови. Ван Імгофф сприяв появі на Цейлоні перших плантацій кокосових пальм.
В січні 1739 року ван Імгофф вирушив до порту Кочі на південно-західному узбережжі Індії з метою створення звіту про стан голландського Малабару для керівництва компанії. Він виявив, що експансіонізм махараджі Мартанди Варми з Траванкору загрожує владі VOC у регіоні, і вирішив застосувати силу, щоб змусити правителів Малабару виконувати укладені домовленності. Ван Імгофф вимагав від Мартанди Варми відмовитись від анексії Каямкуламу, погрожуючи вторгненням у Траванкор в разі відмови. Мартанда Варма відмовив, заявивщи що переможе будь-які голландські війська, і що вже готує вторгнення до Європи.

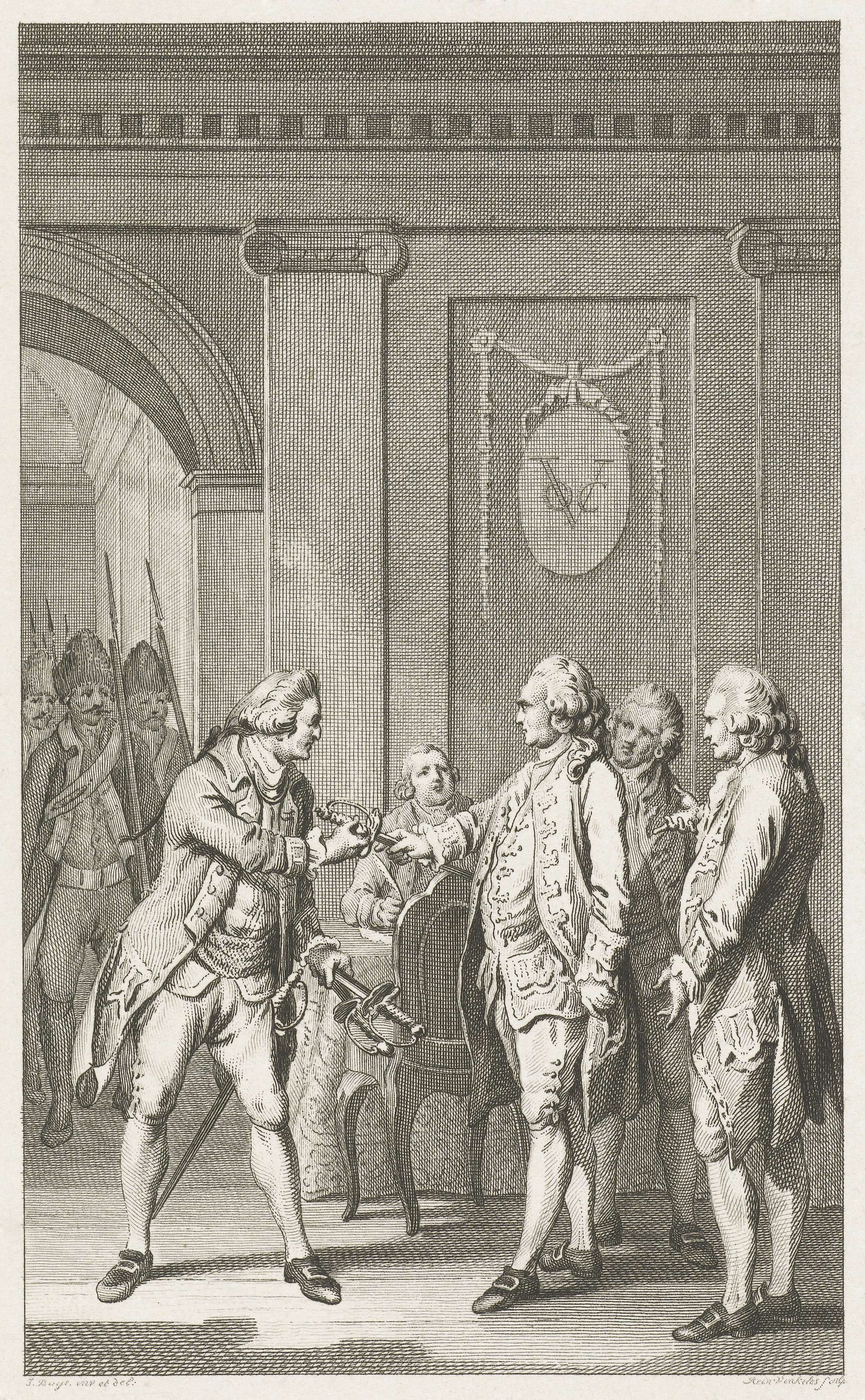
Арешт ван Імгоффа

Цей конфлікт спричинив Траванкорсько-голландську війну. У битві під Колачелом 1741 року голландці були розбиті, і в 1753 році був підписаний Мавеліккарський договір, за яким сторони укладали мир.
12 березня 1740 року Густаф Віллем ван Імгофф передав посаду губернатора Цейлону Віллему Брюнінку і повернувся в Батавію, де побачив жахливі події Батавської різанини. Він піддав критиці дії генерал-губернатора Адріана Валкеніра, за що був заарештований і відправлений в Голландію. Керівництво компанії, однак, підтримало ван Імгоффа і призначило його новим генерал-губернатором. На своїй посаді він продовжив відновлення стабільності, започатковане Теденсом. Він особисто об'їздив Яву, щоб перевірити кожне відділення. Ван Імгофф заснував місто Бейтензорг, де відкрив латинську школу, поштове відділення, побудував лікарню і випустив газету. Боровся проти торгівлі опіумом.
Активна діяльність ван Імгофф багатьом не подобалася. Його втручання в справи яванських правителів призвели до Третьої яванської війни за спадщину. Він вирішив піти у відставку, одна керівництво компанії не прийняло його заяву, бо не мало компетентного кандидата. Густаф Віллем ван Імгофф продовжував залишатись на посаді генерал губернатора до смерті 1 листопада 1750 року.